# Grób sapera Stanisława Bączka
Grób sapera Stanisława Bączka – grób z 1946 roku w Krapkowicach, wpisany do rejestru zabytków nieruchomych województwa opolskiego.

## Historia
Grób to miejsce spoczynku sapera 1 Pułku Warszawskiego – Stanisława Bączka. Zginął on podczas rozminowywania terenu krapkowickich Zakładów Papierniczych. Mogiła pochodzi z 1946 roku, znajduje się na cmentarzu komunalnym przy ul. Stanisława Staszica. Grób został wpisany do wojewódzkiego rejestru zabytków nieruchomych (nr rej.: 155/87 z 22 czerwca 1987 roku).

## Architektura
Grób znajduje się  po lewej stronie bramy wejściowej cmentarza. Nagrobek został wykonany z lastrika. U wezgłowia na płycie z ciemnego kamienia znajdowała się inskrypcja: 
„SZER. STANISŁAW BĄCZEK SYN ANDRZEJA * 12.9.1923 BULOWICE + 10.4.1946 SAPER I PUŁKU WARSZAWSKIEGO ZGINĄŁ ŚMIERCIĄ BOHATERA PRZY ROZMINOWYWANIU ZIEMI KRAPKOWICKIEJ ABYŚMY MOGLI ŻYĆ I PRACOWAĆ. W XXX ROCZNICĘ WYZWOLENIA OJCZYZNY – WDZIĘCZNI MIESZKAŃCY ZIEMI KRAPKOWICKIEJ”.